# Collective Soul
Collective Soul is een Amerikaanse alternatieve rock & postgrunge band, opgericht in 1992.
In 2009 werd Collective Soul opgenomen in de Georgia Music Hall of Fame.

## Bezetting

### Huidige leden
- Ed Roland - gitaar, toetsen & zang (1992 - heden)
- Dean Roland - gitaar (1992 - heden)
- Will Turpin - basgitaar & achtergrondzang (1992 - heden)
- Johnny Rabb - drums & percussie (2012 - heden)
- Jesse Triplett - gitaar & achtergrondzang (2014 - heden)

### Voormalige leden
- Ross Childress - gitaar & achtergrondzang (1992 - 2001)
- Shane Evans - drums & percussie (1992 - 2003)
- Joel Kosche - gitaar & achtergrondzang (2001 - 2014)
- Ryan Hoyle - drums & percussie (2003 - 2008)
- Cheney Brannon - drums & percussie (2008 - 2012)

## Discografie

### Albums
Tussen haakjes totaal aantal weken in de lijst
| Titel                                                                    | Jaar | Charts           | Charts          | Charts           | Opmerkingen                                                                                   |
| Titel                                                                    | Jaar | NL Album Top 100 | VL Ultratop 200 | VS Billboard 200 | Opmerkingen                                                                                   |
| ------------------------------------------------------------------------ | ---- | ---------------- | --------------- | ---------------- | --------------------------------------------------------------------------------------------- |
| Hints, Allegations, and Things Left Unsaid                               | 1993 | -                | -               | 15 (40wk)        | VS: 2× Platina / CA: 5× Platina                                                               |
| Collective Soul (1995)                                                   | 1995 | -                | -               | 23 (76wk)        | VS: 3× Platina / CA: 8× Platina / AU: Goud                                                    |
| Disciplined Breakdown                                                    | 1997 | -                | -               | 16 (26wk)        | VS: Platina / CA: 2× Platina                                                                  |
| Dosage                                                                   | 1999 | -                | -               | 21 (35wk)        | VS: Platina / CA: Platina                                                                     |
| Blender                                                                  | 2000 | -                | -               | 22 (15wk)        | VS: Goud / CA: Goud                                                                           |
| Youth                                                                    | 2004 | -                | -               | 66 (2wk)         | -                                                                                             |
| Home: A Live Concert Recording with the Atlanta Symphony Youth Orchestra | 2006 | -                | -               | 183 (1wk)        | Livealbum / met het Atlanta Symphony Youth Orchestra                                          |
| Afterwords                                                               | 2007 | -                | -               | -                | -                                                                                             |
| Collective Soul (2009) (Rabbit)                                          | 2009 | -                | -               | 24 (4wk)         | album wordt ook wel 'Rabbit' genoemd om onderscheid maken met het gelijknamige album uit 1995 |
| Seven Year Itch: Greatest Hits, 1994 - 2001                              | 2010 | -                | -               | 50 (8wk)         | Verzamelalbum / CA: Goud                                                                      |
| See What You Started by Continuing                                       | 2015 | -                | -               | 25 (2wk)         | -                                                                                             |
| Collective Soul: Live                                                    | 2017 | -                | -               | -                | Livealbum                                                                                     |
| Blood                                                                    | 2019 | -                | -               | -                | -                                                                                             |
| Vibrating                                                                | 2022 | -                | -               | -                | -                                                                                             |

### Ep's
Tussen haakjes totaal aantal weken in de lijst
| Titel              | Jaar | Charts           | Charts          | Charts           | Opmerkingen      |
| Titel              | Jaar | NL Album Top 100 | VL Ultratop 200 | VS Billboard 200 | Opmerkingen      |
| ------------------ | ---- | ---------------- | --------------- | ---------------- | ---------------- |
| From the Ground Up | 2005 | -                | -               | 129 (1wk)        | Akoestisch album |
| Half & Half        | 2020 | -                | -               | -                | -                |

### Singles
Tussen haakjes totaal aantal weken in de lijst
| Titel                            | Jaar | Charts    | Charts            | Charts         | VS Billboard Charts | VS Billboard Charts | VS Billboard Charts | VS Billboard Charts | VS Billboard Charts    | VS Billboard Charts | Opmerkingen    |
| Titel                            | Jaar | NL Top 40 | NL Single Top 100 | VL Ultratop 50 | Hot 100             | Adult Contemporary  | Adult Pop Songs     | Alternative Songs   | Mainstream Rock Tracks | Pop Songs           | Opmerkingen    |
| -------------------------------- | ---- | --------- | ----------------- | -------------- | ------------------- | ------------------- | ------------------- | ------------------- | ---------------------- | ------------------- | -------------- |
| Shine                            | 1994 | -         | -                 | -              | 11 (29wk)           | -                   | -                   | 4 (18wk)            | 1 (8wk) (26wk)         | 4 (26wk)            | VS: Goud       |
| Breathe                          | 1994 | -         | -                 | -              | -                   | -                   | -                   | -                   | 12 (13wk)              | -                   | -              |
| Wasting Time                     | 1994 | -         | -                 | -              | -                   | -                   | -                   | -                   | -                      | -                   | -              |
| Gel                              | 1995 | -         | -                 | -              | -                   | -                   | -                   | 14 (11wk)           | 2 (26wk)               | -                   | -              |
| December                         | 1995 | -         | -                 | -              | 20 (39wk)           | 14 (26wk)           | 11 (26wk)           | 2 (24wk)            | 1 (9wk) (26wk)         | 7 (26wk)            | -              |
| Smashing Young Man               | 1995 | -         | -                 | -              | -                   | -                   | -                   | -                   | 8 (13wk)               | -                   | -              |
| The World I Know                 | 1995 | -         | -                 | -              | 19 (34wk)           | 34 (4wk)            | 18 (27wk)           | 6 (24wk)            | 1 (4wk) (26wk)         | 8 (27wk)            | -              |
| Where the River Flows            | 1996 | -         | -                 | -              | -                   | -                   | -                   | -                   | 1 (2wk) (26wk)         | -                   | -              |
| Reunion                          | 1996 | -         | -                 | -              | -                   | -                   | -                   | -                   | -                      | -                   | -              |
| Precious Declaration             | 1997 | -         | -                 | -              | 65 (10wk)           | -                   | -                   | 6 (15wk)            | 1 (4wk) (26wk)         | -                   | -              |
| Listen                           | 1997 | -         | -                 | -              | 72 (11wk)           | -                   | -                   | 17 (16wk)           | 1 (5wk) (26wk)         | -                   | -              |
| Blame                            | 1997 | -         | -                 | -              | -                   | -                   | -                   | -                   | 11 (11wk)              | -                   | -              |
| Maybe                            | 1997 | -         | -                 | -              | -                   | -                   | -                   | -                   | -                      | -                   | -              |
| She Said                         | 1998 | -         | -                 | -              | -                   | -                   | -                   | 39 (1wk)            | 16 (12wk)              | -                   | -              |
| Run                              | 1999 | -         | -                 | -              | 76 (7wk)            | -                   | 12 (26wk)           | 36 (3wk)            | -                      | 34 (6wk)            | -              |
| Heavy                            | 1999 | -         | -                 | -              | 73 (20wk)           | -                   | -                   | 5 (26wk)            | 1 (15wk) (33wk)        | -                   | -              |
| Needs                            | 1999 | -         | -                 | -              | -                   | -                   | -                   | -                   | -                      | -                   | -              |
| No More, No Less                 | 1999 | -         | -                 | -              | -                   | -                   | -                   | 32 (7wk)            | 10 (14wk)              | -                   | -              |
| Tremble for My Beloved           | 1999 | -         | -                 | -              | -                   | -                   | -                   | -                   | 35 (5wk)               | -                   | -              |
| Why, Pt. 2                       | 2000 | -         | -                 | -              | -                   | -                   | -                   | 19 (17wk)           | 2 (26wk)               | -                   | -              |
| Vent                             | 2001 | -         | -                 | -              | -                   | -                   | -                   | -                   | 34 (5wk)               | -                   | -              |
| Perfect Day                      | 2001 | -         | -                 | -              | -                   | -                   | 29 (8wk)            | -                   | -                      | -                   | met Elton John |
| Next Homecoming                  | 2001 | -         | -                 | -              | -                   | -                   | -                   | -                   | 39 (3wk)               | -                   | -              |
| Counting The Days                | 2004 | -         | -                 | -              | -                   | -                   | -                   | -                   | 8 (21wk)               | -                   | -              |
| Better Now                       | 2005 | -         | -                 | -              | -                   | -                   | 9 (28wk)            | -                   | 35 (7wk)               | -                   | -              |
| How Do You Love?                 | 2005 | -         | -                 | -              | -                   | -                   | 16 (20wk)           | -                   | -                      | -                   | -              |
| Hollywood                        | 2007 | -         | -                 | -              | -                   | -                   | 22 (20wk)           | -                   | -                      | -                   | -              |
| All That I Know                  | 2008 | -         | -                 | -              | -                   | -                   | 39 (7wk)            | -                   | -                      | -                   | -              |
| New Vibration                    | 2008 | -         | -                 | -              | -                   | -                   | -                   | -                   | -                      | -                   | -              |
| Staring Down                     | 2009 | -         | -                 | -              | -                   | -                   | 18 (15wk)           | -                   | -                      | -                   | -              |
| Welcome All Again                | 2009 | -         | -                 | -              | -                   | -                   | -                   | -                   | -                      | -                   | -              |
| You                              | 2010 | -         | -                 | -              | -                   | -                   | 35 (4wk)            | -                   | -                      | -                   | -              |
| Tremble for My Beloved (Reissue) | 2010 | -         | -                 | -              | -                   | -                   | -                   | -                   | -                      | -                   | -              |
| This                             | 2015 | -         | -                 | -              | -                   | -                   | -                   | -                   | -                      | -                   | -              |
| AYTA                             | 2015 | -         | -                 | -              | -                   | -                   | -                   | -                   | -                      | -                   | -              |
| Hurricane                        | 2015 | -         | -                 | -              | -                   | -                   | -                   | -                   | -                      | -                   | -              |
| Contagious                       | 2015 | -         | -                 | -              | -                   | -                   | -                   | -                   | -                      | -                   | -              |
| Without Me                       | 2015 | -         | -                 | -              | -                   | -                   | -                   | -                   | -                      | -                   | -              |
| Right as Rain                    | 2019 | -         | -                 | -              | -                   | -                   | -                   | -                   | 32 (11wk)              | -                   | -              |
| Good Place to Start              | 2019 | -         | -                 | -              | -                   | -                   | -                   | -                   | -                      | -                   | -              |
| Them Blues                       | 2019 | -         | -                 | -              | -                   | -                   | -                   | -                   | -                      | -                   | -              |
| Let Her Out                      | 2020 | -         | -                 | -              | -                   | -                   | -                   | -                   | -                      | -                   | -              |
| All Our Pieces                   | 2022 | -         | -                 | -              | -                   | -                   | -                   | -                   | -                      | -                   | -              |
| Cut the Cord                     | 2022 | -         | -                 | -              | -                   | -                   | -                   | -                   | -                      | -                   | -              |